# Heartbreak Down
"Heartbreak Down" é uma canção da cantora estadunidense P!nk, extraída como primeiro e único single promocional de seu álbum de compilação Greatest Hits...So Far!!! (2010). A canção foi lançada oficialmente no dia 11 de junho de 2011, apenas em países europeus. Na época de seu lançamento, havia especulações de que a canção seria lançada como terceiro single oficial do álbum, porém, nada foi confirmado pela gravadora.

## Lista de faixas
| Download Digital |                   |                            |              |         |  |
| N.º              | Título            | Compositor(es)             | Produtor(es) | Duração |  |
| 1.               | "Heartbreak Down" | Alecia Moore, Butch Walker | Butch Walker | 3:18    |  |

## Recepção da crítica
O site musical norte-americano Sputnikmusic classificou a canção como: "... possivelmente a mais fraca das três canções inéditas, porque ela realmente não traz nada de novo e possui uma letra bastante branda ("All I wanted from you/Was a night, maybe two/You beat me at my own game/Now it's not okay"), em português: ("Tudo que eu queria de você/Era uma noite, talvez duas/Você me pegou no meu próprio jogo/Isso não é bom").

## Posições nas paradas musicais
| Parada (2011)                 | Melhor posição |
| ----------------------------- | -------------- |
| European Hot 100              | 87             |
| Estônia (Estonian Charts)     | 23             |
| Eslováquia (IFPI)             | 87             |
| França (SNEP)                 | 194            |
| Hungria (Mahasz)              | 3              |
| República Checa (IFPI)        | 88             |
| Suécia (Sverigetopplistan)    | 12             |
| Polónia (Polish Music Charts) | 18             |